# Irene Angelina
Irene Angelina, född 1181, död 1208, var drottning av Tyskland 1198-1208, gift med kung Filip av Schwaben. 